# الشنانة (الرس)
الشنانة بلدة قديمة تقع جنوب غربي الرس على بعد 3 كيلومترات التابعة لمنطقة القصيم في المملكة العربية السعودية. ورد اسم الشنانة في المعارك التي حدثت بين العساكر المصريين وبين أهالي نجد ابتداء من حروب الدرعية في الدولة السعودية الأولى وما بعدها ثم بحوادث المنازلات التي حدثت بين الملك عبد العزيز وابن رشيد آخرها معركة الشنانة في 18 رجب عام 1322 هـ.
والشنانة كانت في حدود عام 1180 هـ بئراً لآل غيلان من شمر ترده الأعراب، وعندما قدم خليفة بن منيع البريدي من المشارفة من الوهبة من بطن حنظلة من بني تميم وهو جد الخليفة، منتقلاً من أشيقر وسكن عنيزة ثم الرس وإستقر بالشنانة بعد أن تملكها وهو أحد اثرياء زمانه. وأجمع الباحثون أن برج الشنانه يعود بنائه إلى ما بعد عام 1200هجري والاصح انه بني عام 1208 هجري أنه بني على نفقة أمير الشنانة خليفة بن منيع البريدي المشرفي الوهبي التميمي أحد أثرياء زمانه وكانت الشنانة منفصله عن الرس تحت امارة خليفه التميمي وابنائه واحفاده في وقتنا الحاضر.[بحاجة لمصدر]

## التاريخ
ورد اسم الشنانة في المعارك التي حدثت بين جيش إبراهيم باشا القادم من مصر بأمر السلطان العثماني بعد طرد أهالي نجد للحاميات العثمانية وبين أهالي نجد، ابتداء من حروب الدرعية في الدولة السعودية الأولى وما بعدها ثم بحوادث المنازلات التي حدثت بين الملك عبد العزيز وابن رشيد آخرها معركة الشنانة التاريخية في 18 رجب عام 1322 هـ.

## برج الشنانة
برج الشنانة هو أحد الآثار المسجلة في الهيئة العامة للسياحة والتراث الوطني السعودية. كان لهذا البرج (المرقب) توأم له شيد قبله بسنة في الرس التي كانت محصنة ضد الهجمات بحصنٍ منيع، لكن مرقب الرس اختفى عن الوجود بعد كثير من الهجمات التي كانت على بلدة الرس وبقي مرقب الشنانة.
وهو مبنى من الطين المخلوط بالتبن حيث يتبع في بنائه طريقة عرق الطين والتي تقوم على فكرة وضع طبقة من الطين المخلوط ويترك حتى يجف ثم توضع طبقة أخرى وتستمر الطريقة حتى يكتمل البناء.ويوجد في كل دور فتحه لدخول الهواء ولمراقبة الحى الواحد ويستخدم في نهاية كل دور نقوش قديمة لتزيين المبنى من الخارج والداخل‌.
وهو مخروطي الشكل كما يوجد بالقرب منه العديد من الآبار المطوية بالحجارة من أسفل إلى أعلى.
برج الشنانة هو الصرح الأثري الذي بقي شامخا بكل عزة وأَنَفه رغم تعاقب السنون عليه ورغم ما يلقاه من أيدي العابثين، فقد بقي رمزا من رموز البطولة والفداء يحكي قصة البطولة التي أبداها أهل الشنانة وقوة بأسهم في التصدي للعدوان وكان شاهدا على شجاعتهم وتضحيتهم بنفوسهم الغالية في الدفاع عن بلدتهم يحدوهم الأمل في العيش الرغيد والحياة الهانئة، فلقد كان شاهداً على كثير من المعارك التي حدثت حوله في جميع مراحل الدولة السعودية من الأولى إلى عهد الملك عبد العزيز. والمرقب هو جزء من بناية قلعة الشنانة (حصن منيع) والقلعة مستطيلة الشكل وهو عبارة عن مقصوره من اربع مقصورات في الركن الجنوبي الغربي من تلك القلعة الممتده على شعيب الشنانه من جهة غرب الشعيب وهذه القلعة تخص ال خليفة المشارفة وفيها قصر جدهم خليفة بن منيع المشرفي... واثار سورها الضخم ومقصورتها باقيه إلى اليوم شاهقة بمجد أهل الشنانة فلقد ناصر أهالي الرس الملك عبد العزيز وهزموا عبد العزيز بن رشيد الذي حارب قيام دولة الحق والإيمان والعدل. وكان لهذا البرج (المرقب) توأم له شيد قبله بسنة في الرس التي كانت محصنة ضد الهجمات بحصنٍ منيع، لكن مرقب الرس إختفى عن الوجود بعد كثير من الهجمات التي كانت على بلدة الرس وبقي مرقب الشنانة وحيداً ليروي لنا تاريخاً مجيداً لأهالي الرس ويذكرنا بشهدائهم.
وهذا البرج الشاهق الذي بناه رجل من البكيرية يدعى (فريح) بمساعدة وبنفقة رجال من أسرة الخليفة وبعض من الأسر التي كانت تجاورهم ببلدة الشنانة وشيد في حدود عام 1211هـ وقيل 1208 وهذا هو الراجح - بعد عام مونس والقحط الذي حل تلك السنين-. (وقد اختلف المؤرخون في تحديد أي عام تم بناءه فقد سبق أن ذكر فهد الرشيد في كتابه الرس بين ماضيها وحاضرها: ان مرقب الرس بني عام 1232هـ وبعده بعام تم تشييد برج الشنانة) (و الكاتب الدكتور خليفة المسعود يذكر في كتابه الشنانة ودورها التاريخي خلال مراحل الحكم السعودي أنه تم تشييده عام 1250هـ).
(إن عمارة خليفة للشنانة كان بعد سنة 1200 هـ أي بعد شرائها، ويُروى بأن الذي بنى منازلها وبرجها هو البناء فريح التميمي من أهل البكيرية بأمر من أبناء خليفة وقيل ان فريح لم يقم باصل التشيد وانما خليفة بن منيع المشرفي احضر من بلده اشيقر من قام بذلك واما فريح التميمي دوره إعادة تشيد بعد بعض الحروب التي حصلت وهذا هو الراجح. ولاشك بأن بناءه كان بعد شراء خليفة لها، أي بعد التاريخ المذكور، وهذا قد يؤكد الجدل الذي يدور حول تاريخ عمارة برج الشنانة، وليس هناك شك بأن بناء البرج كان بعد عام 1200 هـ بقليل مع العلم بأن فريح بنى بعده مرقب الرس في عام 1232 هـ أي بعد حرب إبراهيم باشا كما يروي ذلك الكاتب الشيخ محمد بن إبراهيم الخربوش في وثيقة بخطه (8). ونص ابن عيسى في تاريخه وعند حديثه عن تأسيس البلاد النجدية ما نصه (في سنة مائتين وألف اشترى خليفة بن منيع البريدي المشرفي الوهيبي التميمي بلد الشنانة من آل غيلان من شمر فانتقل إليها هو وأولاده من الرس وسكنوها وعمروها) وهذا نص بان الشنانه لا يعوف لها تاسيس الا بالخليفة المشارفة ولا تعرف الا بهم. وقد بني ليكون متراسا لهم وقت الحرب، فقد كانت الشنانة محصنة هي الأخرى بجوار بلدة الرس، وفي البرج سلالم توصل إلى أعلاه، وقد تعرض البرج لقصف مدفعي أثناء إحدى الحروب التي وقعت حوله، كما أن عوامل التعرية وبعض الأيدي الطائشة لها دور ثان في تخريبه فتهدم أكثره وبقي منه الآن حوالي (30) مترا بعد أن كان ارتفاعه كما قيل 45 متر، وقد قامت إدارة الآثار بوزارة المعارف عام 1399هـ بترميم البرج، ثم قاموا بترميمه مرة أخرى في الأعوام الأخيرة.
وهو مبنى من الطين المخلوط بالتبن حيث يتبع في بنائه طريقة عرق الطين والتى تقوم على فكرة وضع طبقة من الطين المخلوط ويترك حتى يجف ثم توضع طبقة أخرى وتستمر الطريقة حتى يكتمل البناء.ويوجد في كل دور فتحه لدخول الهواء ولمراقبة الحى الواحد ويستخدم في نهاية كل دور نقوش قديمة لتزيين المبنى من الخارج والداخل‌. وهو مخروطي الشكل كما يوجد بالقرب منه العديد من الابار المطوية بالحجارة من اسفل إلى اعلى ويرتاده الكثير من محبي الآثار من مناطق المملكة.
قال عنه الكاتب الرشيد (الرس ص125): (ويذكر أن الذي قام بنفقة البناء فهد السليمان بن خليفة وتولى بناءه مجموعة من الأهالي منهم محمد بن سالم بن ضويان) والصحيح ان هذا ترميم من الأمير فهد السليمان الخليفة للمرقب والقلعة كاملة ومضى على البرج أكثر من قرنين من الزمان وهو يتحدى عوامل التعرية واعتداء البشر عليه، وتبقى جهود وزارة المعارف مشكورة في مجال الآثار والمتاحف ممثلة في الوكالة المساعدة للآثار والمتاحف بالعمل على ترميم برج الشنانة وكذلك التسوير له. وهذا بعد تسليمه للاشرف عليه من قبل رجالات الخليفة عبر مدير مدرسة الشنانة قديما... والان انتقل الاشراف عليه لهيئه السياحة قال محمد العبودي عن بلدة الشنانة في تاريخه: وهي قرية تاريخية قديمة من قرى الرس الهامة يدل على ذلك مرقبها الهائل الارتفاع وآبارها وبعض آثارها التي لا تزال باقية وهي شاهد على حضارة تلك البلدة وكان آخر عهدها بالعمران عندما نزلها عبد العزيز بن رشيد أبان منازلته للملك عبد العزيز بن سعود ومن معه إذ عمد إلى قطع نخيلها وأشجارها ودفن آبارها بغية تدميرها لأنها تعتبر قناة إمداد لجيش الملك عبد العزيز آل سعود ولكي يأكل جنوده وجيشه من ثمارها، وقد تركت البلدة القديمة منذ ذلك الوقت وأنشئت بعدها الشنانة الحالية جنوبا وهي تقع على الضفة الجنوبية لوادي الرمة على بعد 6كم تقريبا وعلى مجرى وادي يسمى شعيب الشنانة يصب في وادي الرمة.
والشنانة بلدة ذات موقع مميز وقد دخلتها جميع مرافق الحياة وشملتها الأيدي البناءة في التقدم والإصلاح أرضها طيبة وماؤها عذب وتشتهر بزراعة النخيل والرمان والتين والخوخ قبل فساد مائها.
وقد ورد ذكرها في الشعر الفصيح يقول الأستاذ خالد بن فرج فيها:

| ومضى ابن الرشيد نحو الشنانة  |  | جامعا في ربوعها عربانـــه  |
| مفرغا كل ماله في الكنانـــة  |  | وعلى الرس حيث ألقى جرانه   |
| سئم الكل قومه ومكانــــــه   |  | إذ غدا الموت ينتقي فتيانه  |
| هاجموه على الشنانة فجـــــرا |  | وأروه الفعال كرا وفــرا    |
| فنيو جميع الفنا هو وحاكمــه  |  | والجار بالجار شريك مع جاره |